# Šimonka (národní přírodní rezervace)
Šimonka je národní přírodní rezervace, která byla vyhlášena v roce 1950 a je nejstarší v okrese Vranov nad Topľou. Nachází se v katastrálních územích obcí Zlatá Baňa, Hermanovce nad Topľou a Zámutov a její rozloha je 33,52 ha. NPR ochraňuje zbytky bukového pralesa na jihovýchodním svahu vrcholu Šimonka.
Ve vrcholové části roste klimatický formovaný listnatý prales s vícero zajímavými prvky. Je předmětem ochrany v Národní přírodní rezervaci Šimonka, která zahrnuje vrcholové partie hory na ploše přes 24 hektarů. Chráněné jsou zejména pralesovité porosty bučin, jedlových bučin a na balvanovitých sutinových svazích i bučiny s javorem klenem a jasanem ztepilým. Velkou vzácností je oplétavá liána - zákonem chráněný plamének alpský, který v rezervaci roste na několika místech.
Na andezitovém vrcholu Šimonky se nachází malá nezalesněná plocha s vystupující skalkou, odkud je vynikající výhled.
K zajištění ochrany v chráněném území - Národní přírodní rezervaci Šimonka se zakazuje:
- pohybovat se mimo vyznačené turistického a naučného chodníku
- zakládat oheň, tábořit, stanovat, znečišťovat území odpadky a odpady
- sbírat rostliny, včetně jejich plodů
- chytat, usmrtit nebo lovit živočicha
- rušit klid a ticho

## Galerie

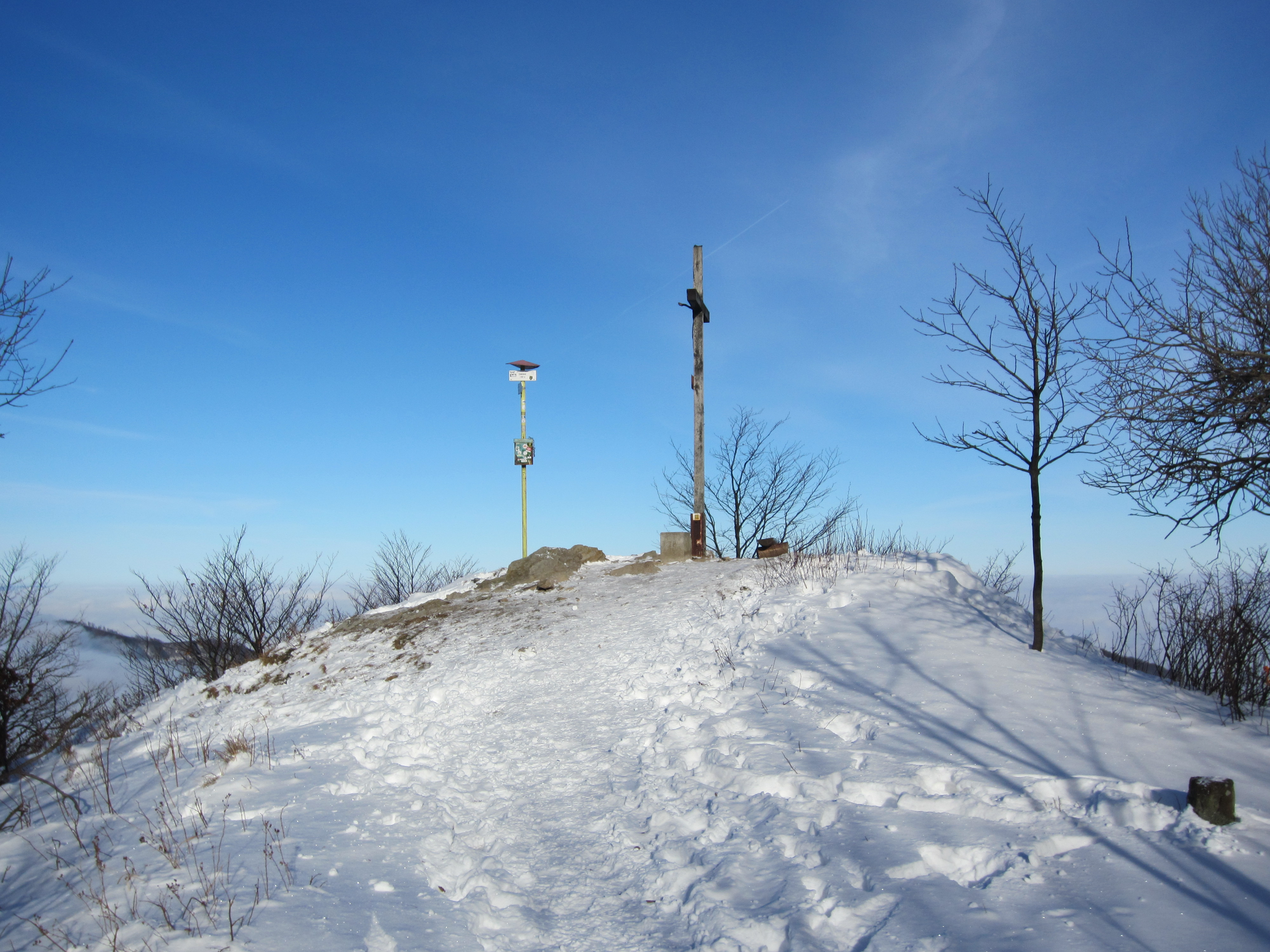
NPR Šimonka, malá nezalesněná plocha na vrcholu Šimonka
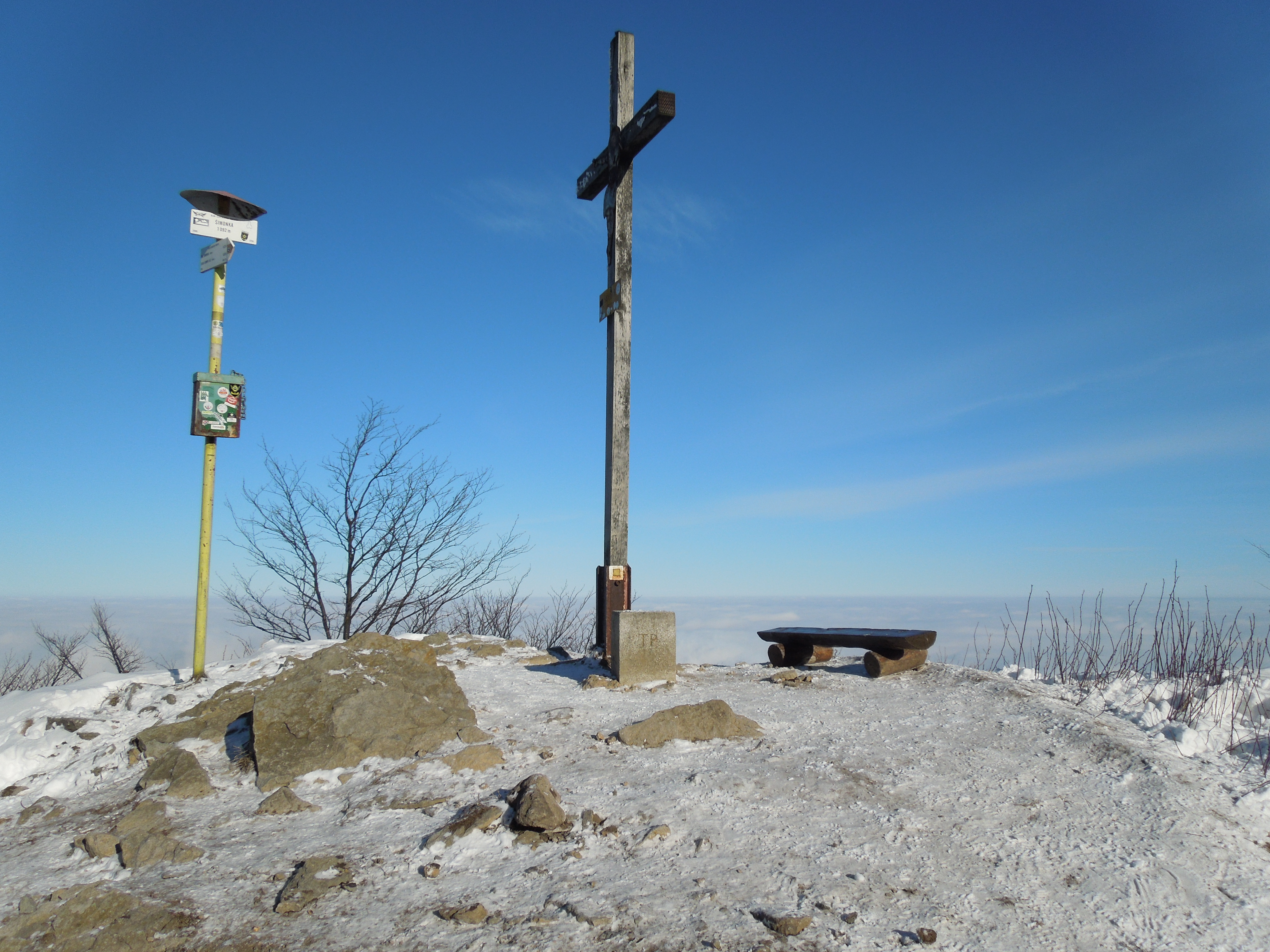
NPR Šimonka
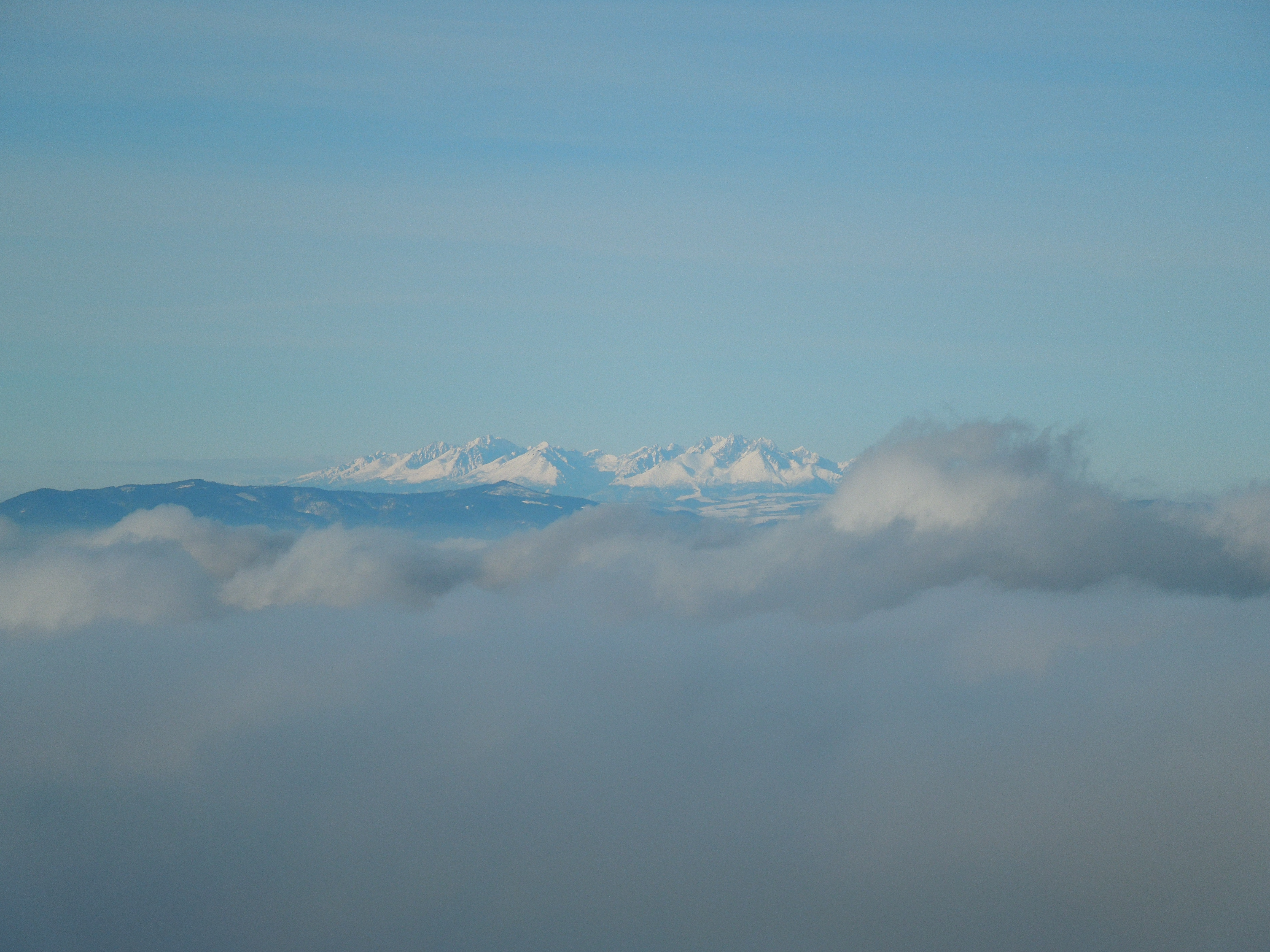
Výhled z vrcholu Šimonka během teplotní inverze
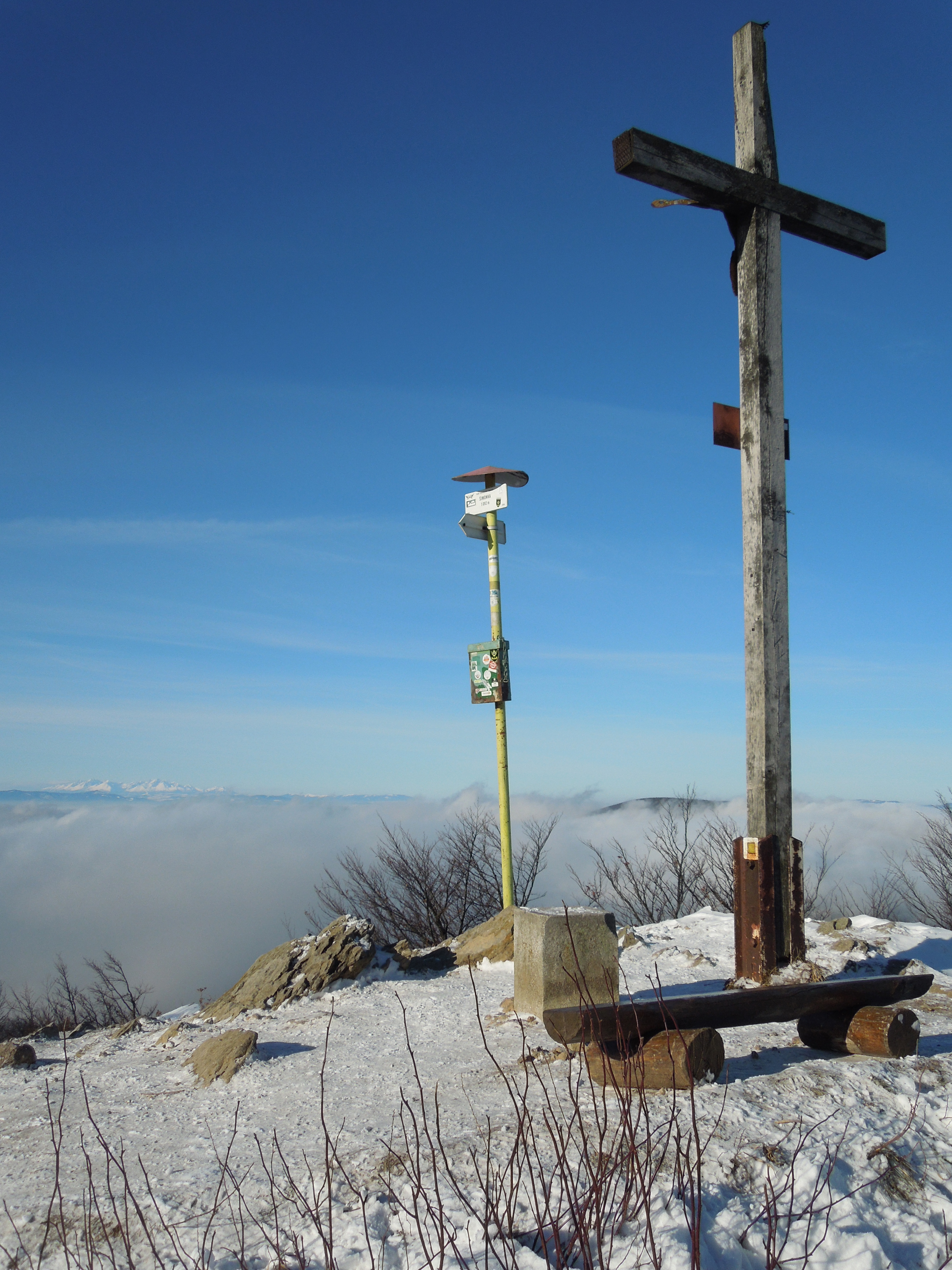
NPR Šimonka